# Lyttana priapica
Lyttana priapica is een keversoort uit de familie van oliekevers (Meloidae). De wetenschappelijke naam van de soort is voor het eerst geldig gepubliceerd in 1997 door Pinto & Bologna.